# Pieter Omtzigt
Pieter Herman Omtzigt (* 8. ledna 1974 Haag) je nizozemský politik a ekonom, zakladatel strany Nieuw Sociaal Contract. 
Vystudoval statistiku a evropská studia na Univerzitě v Exeteru. Absolvoval postgraduální program na Evropském univerzitním institutu v Itálii a na Amsterdamské univerzitě. Vstoupil do strany Křesťanskodemokratická výzva a v roce 2003 byl zvolen poslancem Sněmovny reprezentantů. Působil také jako zástupce Nizozemska v Parlamentním shromáždění Rady Evropy. V roce 2020 kandidoval na předsedu strany, ale porazil ho Hugo de Jonge. 
Spolu s poslankyní Socialistické strany Renske Leijtenovou vyšetřoval skandál se sociálními dávkami. Publikoval důkazy o tom, že nizozemský daňový a celní úřad Belastingdienst v rozporu se zákonem odebral příspěvky asi 26 000 nemajetných rodin. Skandál vedl k demisi vlády Marka Rutteho v lednu 2021. Tuto zkušenost popsal Omtzigt ve své knize Nová společenská smlouva (Een nieuw sociaal contract), v níž vyzval k rozsáhlé reformě politického systému, která by zamezila zneužívání moci, k jakému došlo v případě skandálu s Belastingdienst. Protože v rámci Křesťanskodemokratické výzvy nemohl svoje představy prosadit, opustil stranu a v srpnu 2023 založil nový politický subjekt, nazvaný podle manifestu. V parlamentních volbách v roce 2023 získala Nová společenská smlouva 12,88 % hlasů, v některých obvodech na východě země byla dokonce nejsilnější stranou. Po volbách uzavřel koalici se Stranou pro svobodu, Lidovou stranou pro svobodu a demokracii a Hnutím zemědělců a občanů. V květnu 2024 tak získal důvěru kabinet vedený Dickem Schoofem.
Omtzigt je věřícím katolíkem. Zastává konzervativní a euroskeptické názory, požaduje regulaci přistěhovalectví. Odmítá vyučování v angličtině na nizozemských vysokých školách a kritizoval Evropskou centrální banku za přerozdělování prostředků k méně prosperujícím ekonomikám. Podporuje sociálně-tržní hospodářství s významnou rolí státu, navrhuje nové sociální programy financované zvýšením daňové progrese.
Jeho manželka Ayfer Koç pochází z Turecka, odkud uprchla pro své křesťanské vyznání. Mají dvě děti a žijí v Enschede.